# Здание Администрации Главы Чувашской Республики
Здание Администрации Главы Чувашской Республики (распространено также местное название — Дом правительства) — главное административное здание в Чувашской Республике — расположено в городе Чебоксары — столице Чувашской Республики, резиденция Главы Чувашской Республики; место нахождения Государственного совета Чувашской Республики и Кабинета министров Чувашской Республики.
17-этажное здание расположено на Президентском бульваре города Чебоксары на берегу Чебоксарского залива. Архитекторы — лауреат Ленинской премии Г. Г. Исакович, Т. В. Ижанова, В. Н. Филатов.

## История

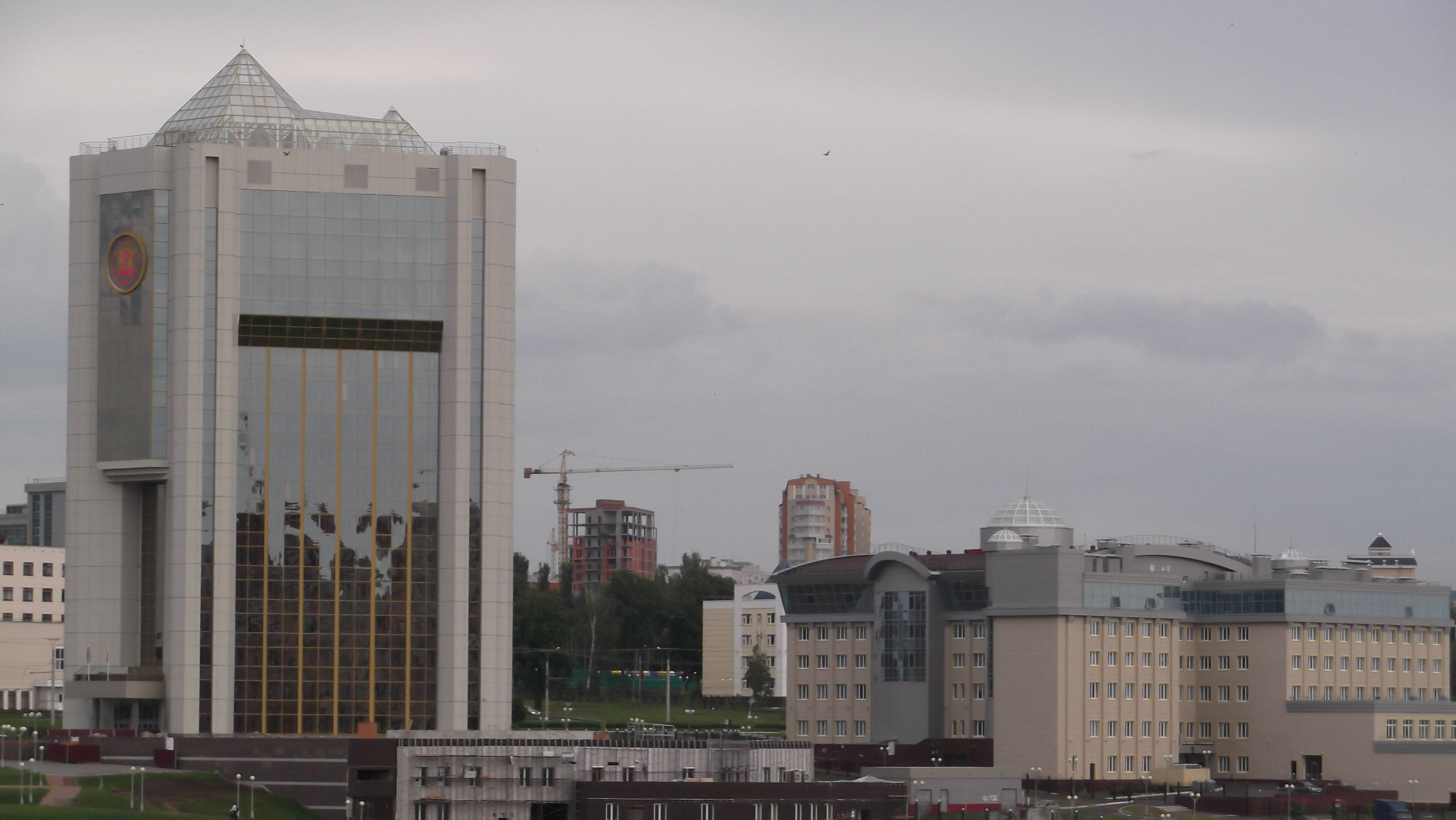
Здание в стадии строительства блока «Б», 2010

Здание в конце 1980-х годов начали возводить по проекту лауреата Ленинской премии архитектора Гарольда Исаковича, а также чебоксарских архитекторов Т. В. Ижановой и В. Н. Филатова.
В здании планировалось разместить помещения Чувашского обкома КПСС, Чувашского республиканского комитета ЛКСМ РСФСР и Чебоксарского горкома КПСС. 21 августа 1990 года Бюро Чувашского рескома КПСС рассмотрело вопрос о состоянии строительства здания и приняло к сведению предложение ряда ответственных лиц о необходимости продолжения строительства здания, восполнении допущенного отставания по строительно-монтажным работам и обеспечению их выполнения в пределах 60—70% от плана 1990 года.
В связи с массовыми возмущениями в СМИ и обращениями граждан в вышестоящие партийные и государственные органы на «излишние траты на свой комфорт» руководителей республики, стройка была остановлена. После заморозки строительства здание долго находилось в консервации и значилось долгостроем. Разрушавшийся остов предлагалось снести, чтобы здание не портило вид Чебоксарского залива.
По инициативе президента Чувашии Николая Федорова строительство было продолжено, и в 2004 году здание было введено в эксплуатацию. Размещение государственных органов в здании началось только в 2011 году, когда республику возглавлял уже Михаил Игнатьев. В здание были перемещены многие республиканские органы власти из старого здания Дома правительства — бывшего Дома Советов на площади Республики.
В дальнейшем приступили к строительству пристроя — блока «Б», который был сдан в 2014 году; в блоке размещаются столовая, большой конференц-зал, хозяйственные помещения, спортзал. В подвале блока «Б» должна была быть и сауна. В СМИ активно обсуждалось создание банного комплекса для досуга на территории правительственного здания. После резонанса в СМИ сауна был демонтирована.
В народе получило прозвища — «Свечка» и «Башня». В 2020 году настоятель храма святых мучеников Адриана и Наталии села Шоршелы Евгений Гаврилов освятил задние по периметру. В интервью священник сообщил: «Мы сегодня делаем большое дело, освящаем здание. Совместно молимся, чтобы Господь помог укрепить наши силы, способствовал процветанию нашей страны и республики. Нам нужно обратить внимание на себя. Стать намного честнее друг перед другом, любить и помогать друг другу». В марте 2020 года на смотровую площадку на крыше дома была приглашена одна из самых пожилых жителей Чувашии — Анастасия Терентьева, которой в 2019 году исполнилось 102 года

## Архитектура и назначение здания

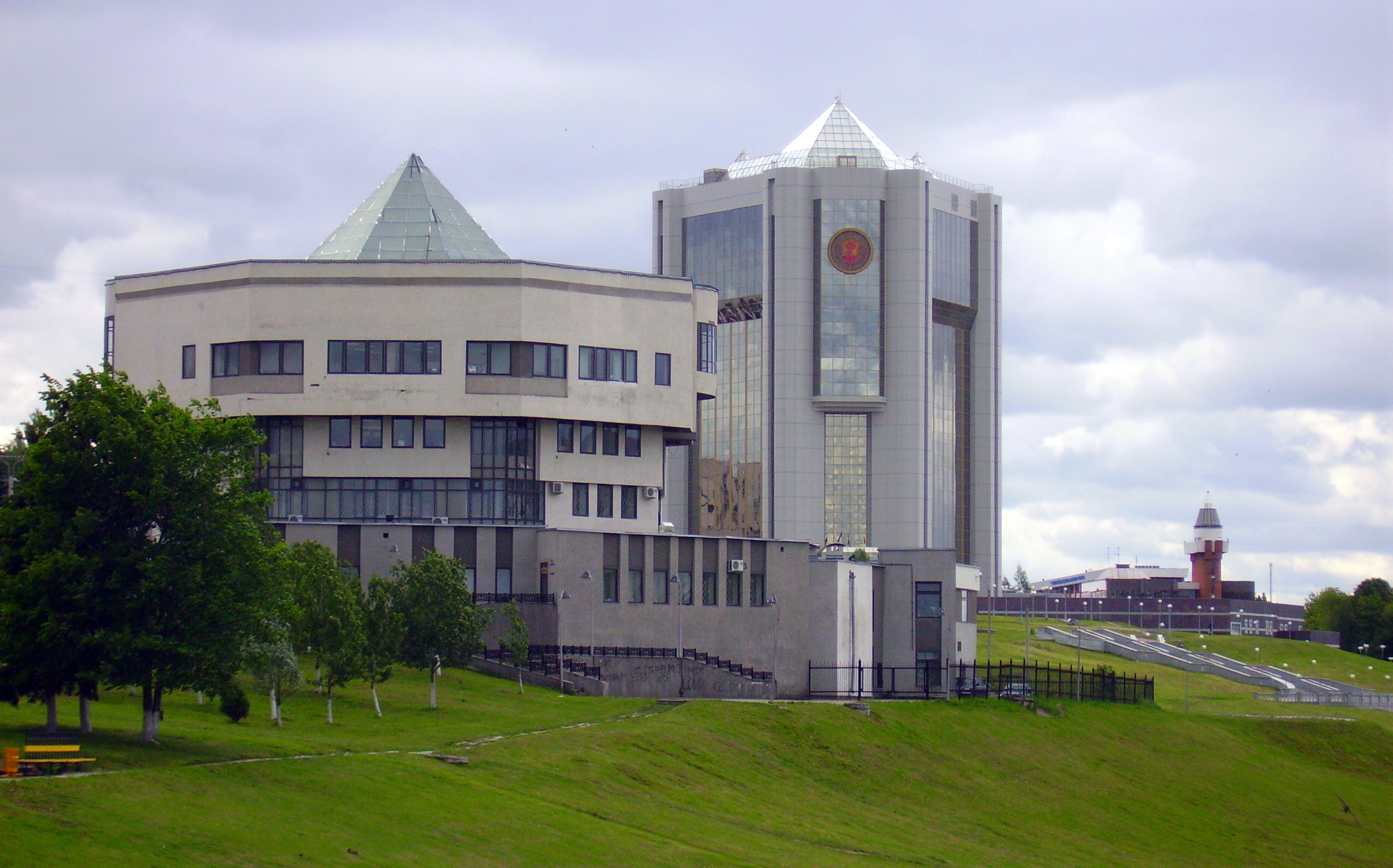
Черты здания администрации повторяет банковское здание

Кроме резиденции Главы Чувашской Республики в здании также размещены некоторые помещения администрации Главы Чувашской Республики, Государственный Совет Чувашской Республики, Кабинета министров Чувашской Республики и отдельных министерств, иных органов исполнительной власти и общественных организаций Чувашской Республики.
В здании разместились Министерство экономического развития и имущественных отношений Чувашской Республики, Государственная служба Чувашской Республики по делам юстиции, Министерство информационной политики и массовых коммуникаций Чувашской Республики, Министерство промышленности и энергетики Чувашской Республики.
К организациям, размещенным в здании относятся: Совет старейшин при главе Чувашский Республики, ПАО «Корпорация развития Чувашский Республики», Антитеррористическая комиссия в Чувашской Республике.
В здании имеет технический 16-й этаж. На 17-м этаже размещается торжественный зал.
Здание имеет 17 этажей, на крыше здания — смотровая площадка, откуда открывается вид на город. Имеется подвальная пристройка в два этажа. Здание имеет два литерных блока: блок «А» — административные помещения; блок «Б» — подсобные помещения.
Является наиболее высоким зданием среди административных зданий Чувашской Республики, расположено на восточном косогоре Чебоксарского залива по адресу: Президентский бульвар, 10. В официальных документах здание имеет наименование — объект «Административное здание исполнительной власти Чувашской Республики по Президентскому бульвару, д. 10, г. Чебоксары»
На верхних этажах виден светодиодный герб Чувашии.

## Здание в нумизматике и филателии

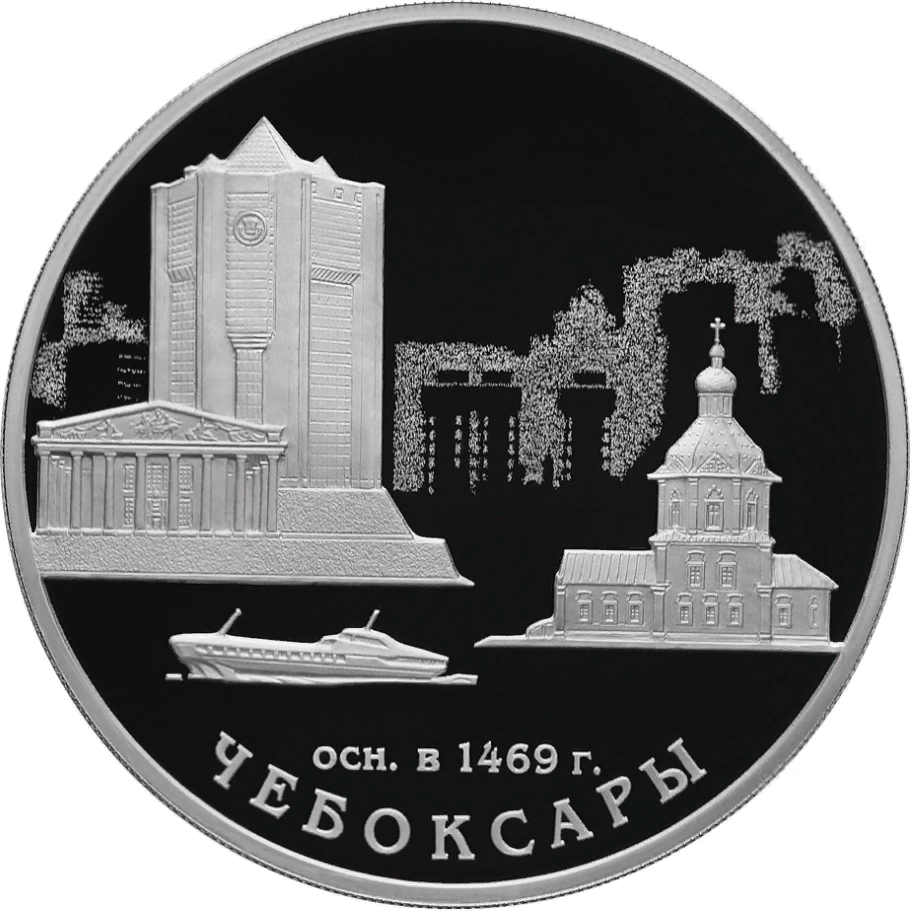
Монета Банка России, 550-летие основания г. Чебоксары. 3 рубля, 2019 г., серебро

В 2019 году Банк России в честь 550-летия основания города Чебоксары выпустило серебряную монету достоинством в 3 рубля, на котором доминирующим рисунком выступает здание Администрации Главы Чувашской Республики.
В 2020 году АО «Марка» издало почтовый блок (художник-дизайнер — С. А. Ульяновский) с изображением главных достопримечательностей Чувашии, среди которых также было изображено здание Администрации Главы Чувашской Республики.
Здание также изображено на художественном маркированном конверте с литерой А, выпущенном АО «Марка» в 2019 году в честь 550-летия города Чебоксары.